# Semiothisa buettikeri
Semiothisa buettikeri är en fjärilsart som beskrevs av Edward P. Wiltshire 1980. Semiothisa buettikeri ingår i släktet Semiothisa och familjen mätare. Inga underarter finns listade i Catalogue of Life.